# Zygmunt Fila

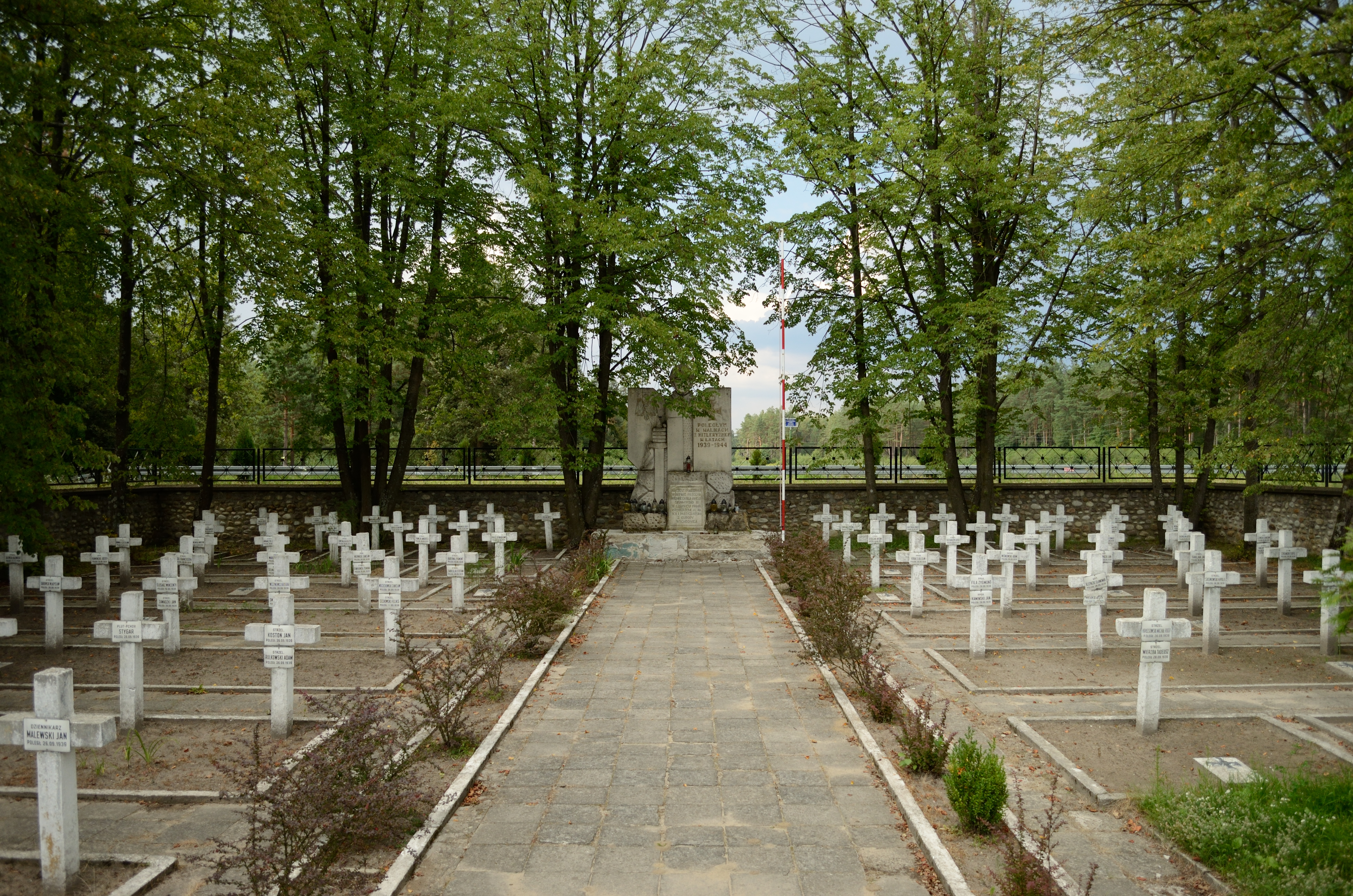
Cmentarz w Sigle. Przy alei druga po prawej od dołu mogiła ppłk. Zygmunta Fili

Zygmunt Fila (ur. 15 kwietnia 1894 w Koniuchach, zm. 26 września 1939 pod Józefowem) – podpułkownik piechoty Wojska Polskiego, kawaler Orderu Virtuti Militari.

## Życiorys
Zygmunt Fila urodził się 15 kwietnia 1894 w Koniuchach w rodzinie Jakóba i Anastazji z d. Pastuszak. W czasie I wojny światowej walczył w szeregach cesarskiej i królewskiej Armii. Jego oddziałem macierzystym był Pułk Piechoty Nr 90. Na stopień podporucznika został mianowany ze starszeństwem z 1 listopada 1917 w korpusie oficerów rezerwy piechoty.  
Został przyjęty do Wojska Polskiego w stopniu podporucznika. Za udział w walkach o niepodległość Polski w szeregach 14 pułku piechoty otrzymał Order Virtuti Militari. Został awansowany na stopień kapitana piechoty ze starszeństwem z dniem 1 czerwca 1919. W latach 20. pozostawał oficerem 14 pułku piechoty stacjonującego we Włocławku. Następnie został awansowany na stopień majora piechoty ze starszeństwem z dniem 1 stycznia 1928. W 1928 był przekazany z 14 pułku piechoty do Dowództwa 4 Dywizji Piechoty w Toruniu. W lipcu 1929 został przeniesiony do 16 Pułku Piechoty w Tarnowie na stanowisko dowódcy batalionu. Z dniem 5 stycznia 1931 został powołany do Wyższej Szkoły Wojennej w Warszawie, w charakterze słuchacza dwuletniego kursu 1930–1932. W marcu 1932, nie ukończywszy kursu, został przeniesiony do 60 pułku piechoty w Ostrowie Poznańskim na stanowisko dowódcy batalionu. Na stopień podpułkownika został mianowany ze starszeństwem z 1 stycznia 1936 i 26. lokatą w korpusie oficerów piechoty. Pod koniec lat 30. służył w Szkole Podchorążych Piechoty w Ostrowi Mazowieckiej, gdzie pełnił funkcję dyrektora nauk, a do 1939 sprawował stanowisko zastępcy komendanta szkoły.
Po wybuchu II wojny światowej w okresie kampanii wrześniowej pełnił stanowisko dowódcy 114 pułku piechoty. Poległ 26 września 1939 w Józefowie pod Aleksandrowem. Został pochowany na cmentarzu wojennym w miejscowości Sigła (także jako Sigiełki).

## Ordery i odznaczenia
- Krzyż Srebrny Orderu Virtuti Militari nr 4618[1]
- Krzyż Walecznych[26]
- Złoty Krzyż Zasługi (1938)[27][28]
- Krzyż Zasługi Wojskowej 3 klasy z dekoracją wojenną i mieczami (Austro-Węgry)[3]
- Srebrny Medal Waleczności 2 klasy (Austro-Węgry)[3]
- Krzyż Wojskowy Karola (Austro-Węgry)[3]